# Fundu Văii (gmina Lipovăț)
Fundu Văii – wieś w Rumunii, w okręgu Vaslui, w gminie Lipovăț. W 2011 roku liczyła 598 mieszkańców.